# Santi Luca e Martina

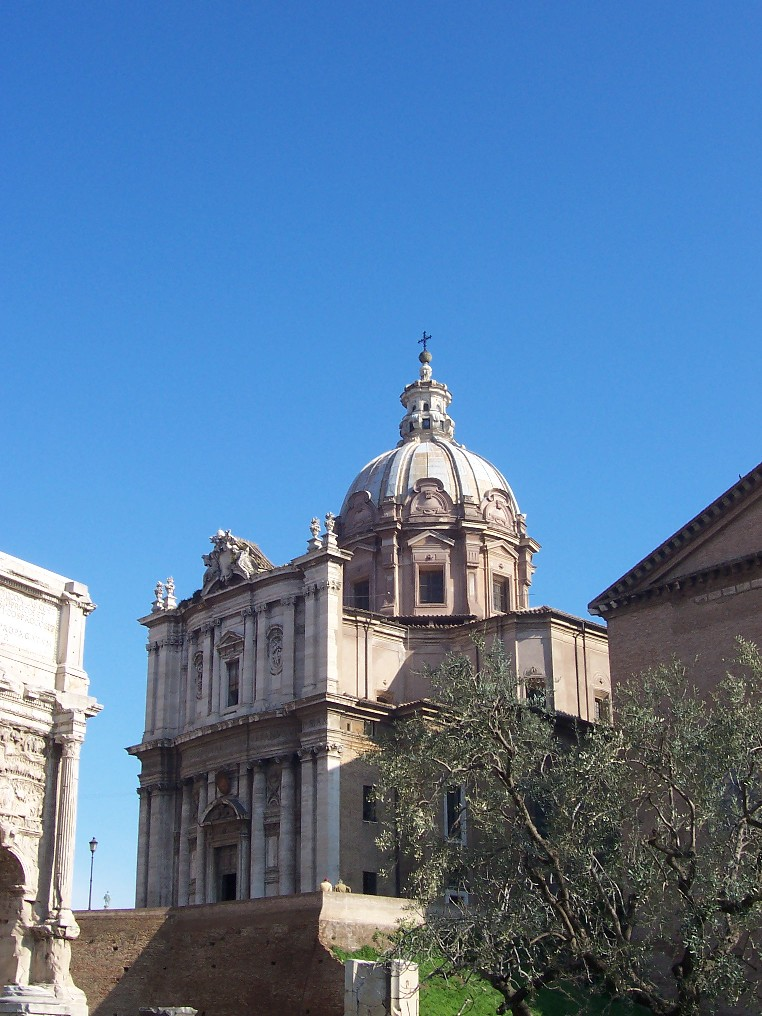
Blick vom Forum Romanum

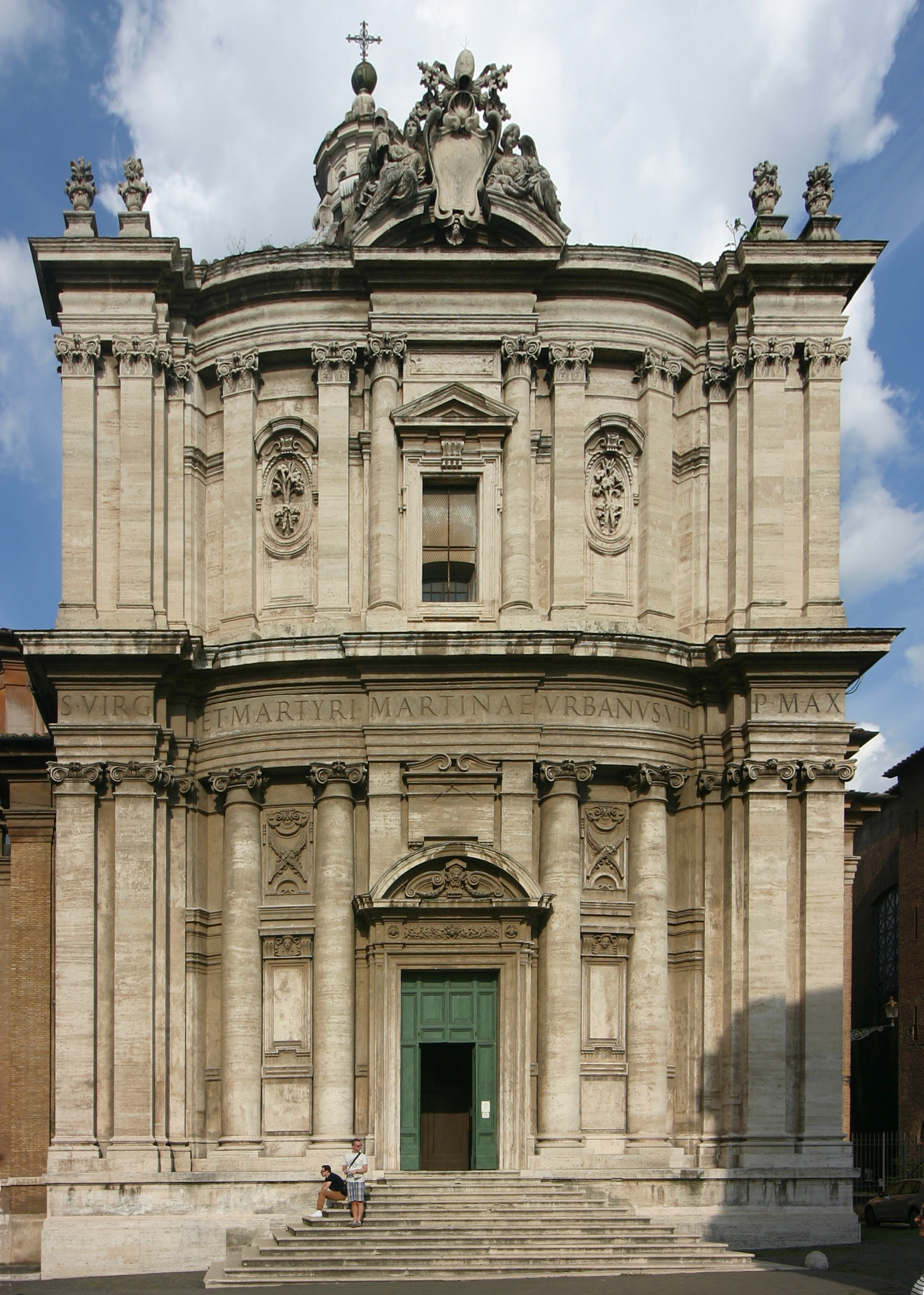
Fassade

Santi Luca e Martina ist eine Kirche in Rom. Sie gilt wegen der Fassade als wegweisend und als „wichtiger Initialbau des römischen Hochbarock“. Sie enthält eine Unterkirche sowie das Grab Pietro da Cortonas und ist dessen bedeutendstes Bauwerk in Rom.

## Lage
Die Kirche liegt in der X. römischen Rione Campitelli unmittelbar an der nördlichen Seite des Forum Romanum, direkt neben der Curia Iulia.

## Baugeschichte
Über dem ehemaligen, Ende des 4. Jahrhunderts von Nicomachus Flavianus dem Jüngeren erbauten Secretarium Senatus wurde im 5. oder 6. Jahrhundert eine Kirche errichtet, die der hl. Martina geweiht war. Die Künstlergilde Accademia di San Luca wurde 1577 gegründet, ihr gehörte später u. a. Michelangelo an. 1588 schenkte Papst Sixtus V. der Gilde die alte Kirche als Gildenkirche; seitdem kam als zweiter Patron der hl. Lukas hinzu. Die Akademie hatte bis 1933 ihren Sitz in dem für den Bau der Via dei Fori Imperiali niedergerissenen Nebengebäuden der Kirche. 1634 wurde Pietro da Cortona Vorsitzender dieser Akademie. Er erhielt in dieser Funktion die Erlaubnis, die Unterkirche zu seinem Begräbnis zu verwenden. Bei den Bauarbeiten selbst wurden die Reliquien der hl. Martina gefunden, woraufhin Kardinal Francesco Barberini einen völligen Neubau nach Plänen da Cortonas beschloss. Dieser wurde ab 1640 begonnen und war 1650 im Wesentlichen abgeschlossen.

## Grundstruktur

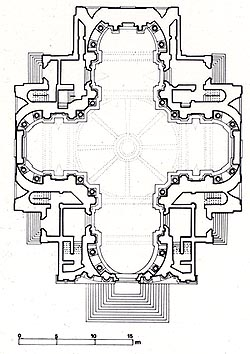
Grundriss

Die Kirche ist in der Form eines griechischen Kreuzes als Zentralbau mit einer Kuppel über der Vierung errichtet. Die vier Apsiden sind fast halbrund gestaltet.

## Äußeres
Der Gestaltung des Kircheninneren folgt die Gestaltung der äußeren Sichtflächen, sie entsprechen sich. Grundlegend ist das Äußere zunächst in drei Segmente geteilt: das Untergeschoss, das Obergeschoss und den obersten Teil der Außensicht, also den Kuppeltambour und die Kuppel selbst. Rundum laufende Gesimse trennen die Geschosse.
Bedeutendstes Element der äußeren Gestaltung ist die Fassade, weil hier erstmals in Rom eine leichte konvexe Verkrümmung der Schauseite als Element der Fassadengestaltung gewählt wurde. Die Fassade ist, dem Innenraum folgend, zweigeschossig, an den Seiten stehen jeweils Doppelpilaster. Sie folgen (wie auch die weiteren Säulen und Gestaltungselemente) im Untergeschoss ionischer, im niedrigeren Obergeschoss korinthischer Ordnung. Obgleich die zwei Fassadengeschosse einem gemeinsamen Grundkonzept folgen, sind die Unterschiede, auch als chiastisch beschrieben, doch zu bemerken. Während im unteren Geschoss Halbsäulen im Mittelteil der Fassade eingestellt sind, wird die dadurch vorgegebene Struktur des Obergeschosses durch Pilaster ersetzt. Umgekehrt verhält es sich mit der Portalzone. Im Untergeschoss lediglich kantig eingefasst, treten an deren Stelle im Obergeschoss leichte Säulen auf, die die Flankierung der Loggia übernehmen. Insgesamt jedoch ist durch die Andeutung der Form der Apsiden bereits in der Fassade diese nicht länger ein eigenständiger, starr abgrenzender Bauteil, sondern vermittelt zwischen den Bauteilen. Der Giebel endlich enthält ein sehr plastisch gestaltetes Wappenfeld mit den päpstlichen Insignien der Tiara und den gekreuzten Schlüsseln, wurde aber offensichtlich nicht ausgeführt.
Der Kuppeltambour ist grundsätzlich oktogonal angelegt. Den entsprechend acht Fenstern sind markante Dreiecksgiebel mitgegeben, zwischen ihnen sind kräftige Pilaster eingefügt. Die von den (mit ungewöhnlich starken Kämpfern überfangenen) Pilastern ausgehende Gliederungsstruktur setzt sich in Form von Bändern fort, die über die Kuppel bis zur Laterne führen; auch diese Gliederung hat ihre Entsprechung im Inneren.

## Inneres

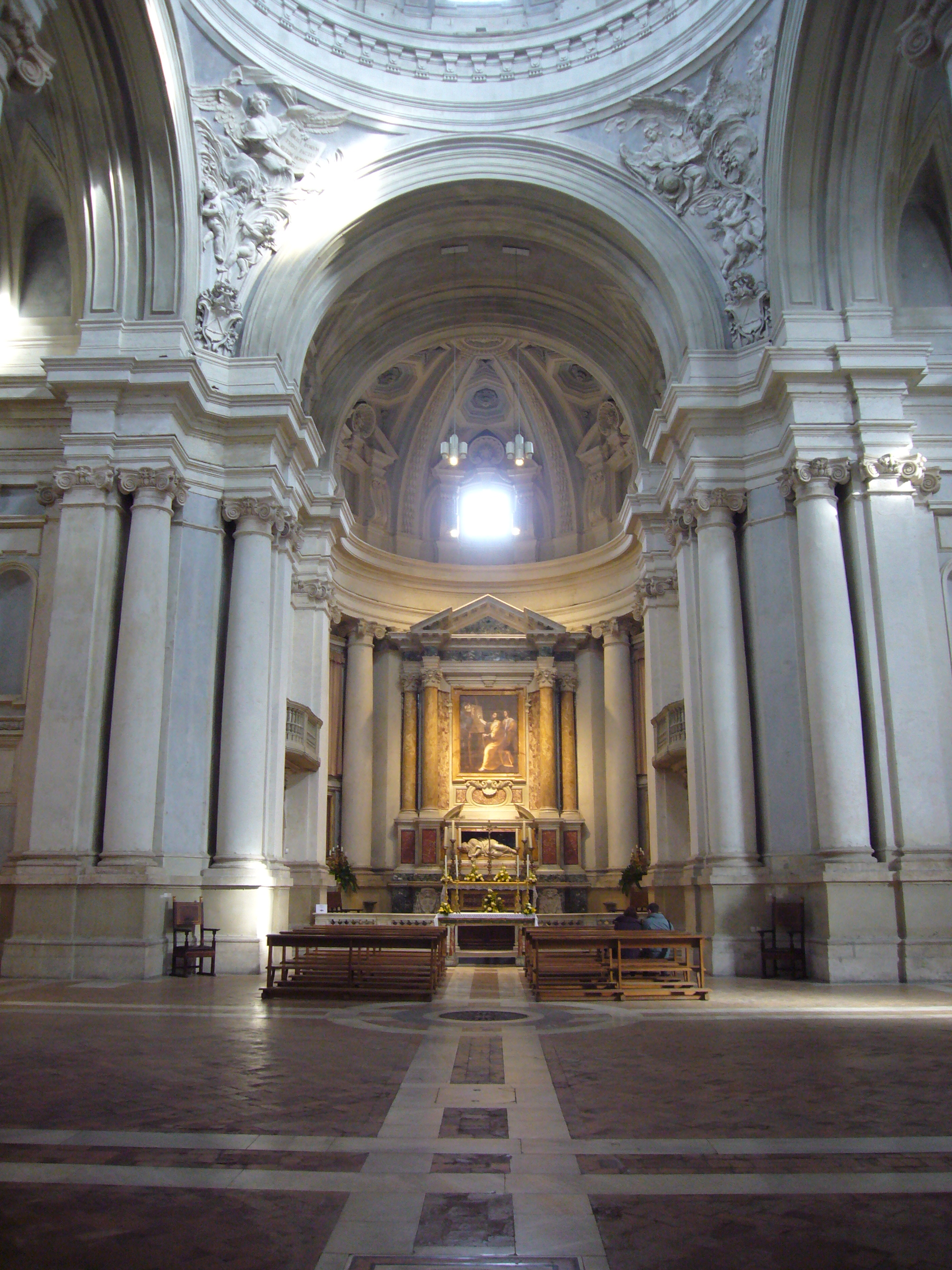
Inneres mit Blick zum Hauptaltar (Ausschnitt)

Die Kirche wird im Inneren zunächst von den massiven Vierungspfeilern dominiert, zentral aus Vollsäulen mit zu den Apsiden hin danebenstehenden Pilastern gebildet. Wie in der Außenseite, ist das Untergeschoss durchgehend in ionischer Ordnung ausgeführt. Obgleich als Zentralbau angelegt, ergibt sich im Inneren doch eine gewisse längliche Wirkung zum Hauptaltar hin. Erreicht wird dieser Effekt dadurch, dass der Querarm im Vergleich zum Längsarm untergeordnet erscheint, dies dadurch, dass die Apsiden nicht vollständig kreisförmig, sondern im Bereich der Scheitelpunkte abgeflacht sind. In die Apsiden sind abermals Vollsäulen eingestellt, je zwei links und rechts der Scheitelpunkte. In der Gewölbezone findet sich ebenfalls erstmals in Rom die Kombination aus kassettierten Elementen und dazwischen ausgeführten Rippen, „welche bisher zwei voneinander gänzlich unabhängigen Gewölbetypen angehörten“. Die Kassettenstruktur ist dem Pantheon entlehnt, die Rippen der Struktur des Petersdoms. Francesco Borromini und Gian Lorenzo Bernini haben diese Neuerung später aufgefasst und jeweils verschieden weiterentwickelt.
Die Kirche ist zwar reich mit Stuckdekor verziert (etwa im Bereich der Pendentifs), doch tritt durch das gänzliche Fehlen farbiger Elemente wie etwa Malerei die hochbarocke Architektur in seltener Klarheit hervor.

## Ausstattung

### Innenraum
Auf dem Hauptaltar liegt in einer Nische oberhalb des Altartisches eine in Marmor ausgeführte Figur der hl. Martina. Sie stammt von Niccolò Menghini aus dem Jahre 1635, die Qualität der Arbeit soll der eines Gianlorenzo Bernini nicht nachstehen.
In der Kirche befindet sich das Grabmal von Girolamo Rainaldi.

### Unterkirche

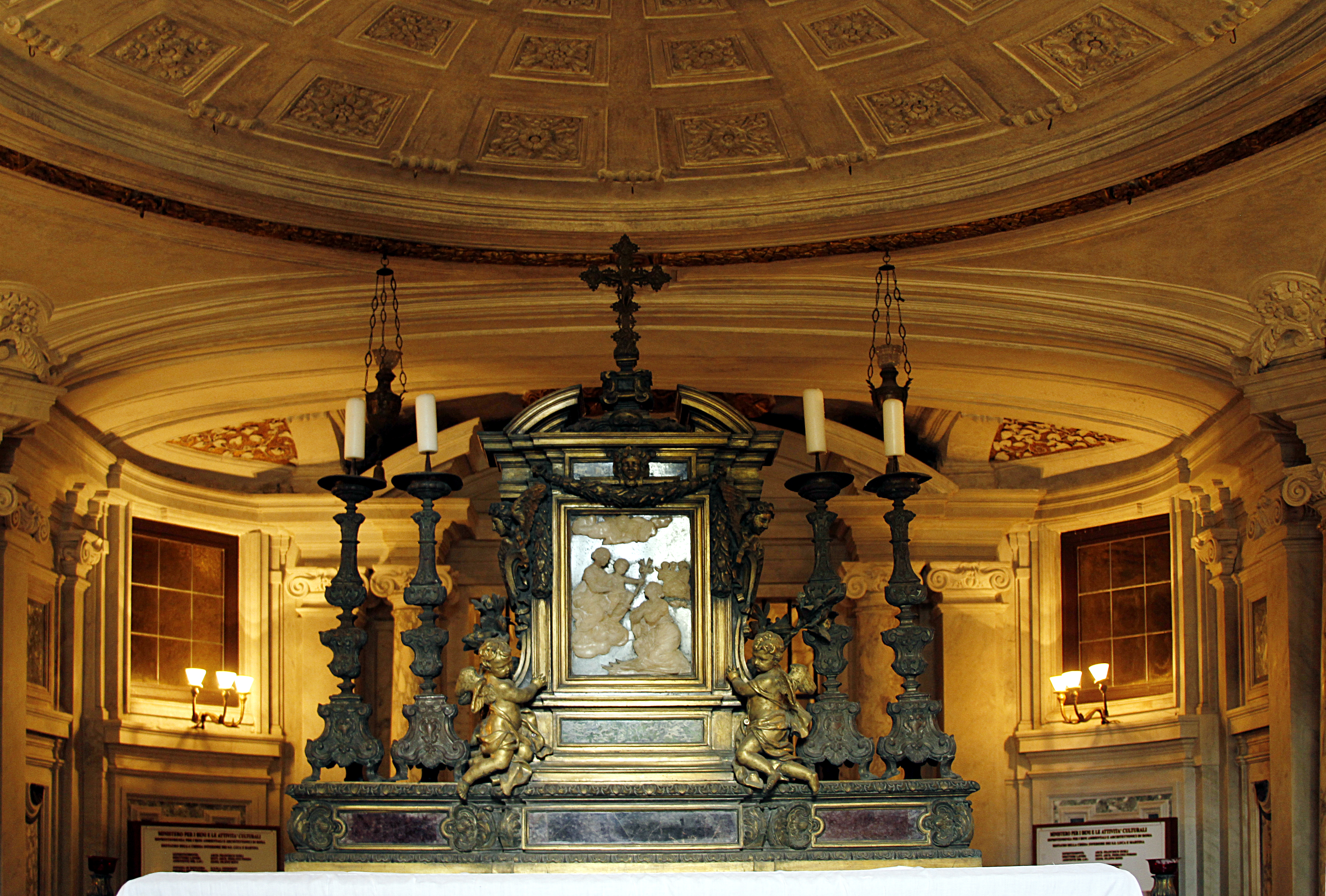
Die Krypta mit dem Grab der Hl. Martina

In der von da Cortona neu eingerichteten Unterkirche befinden sich einige schöne Kunstdenkmäler, darunter der ebenso von da Cortona gearbeitete Bronzealtar, dieser enthält die Urnen der hl. Martina selbst sowie die der Heiligen Epiphanius und Concordius. Das Relief wurde von Cosimo Fancelli geschaffen, eine dreiköpfige Terrakottagruppe stammt von Alessandro Algardi. Ebenso sind hier noch zwei antike Säulen bemerkenswert. In der Unterkirche befindet sich noch eine Gedenktafel für da Cortona, sein Grab (er starb 1669) liegt jedoch vor dem Portal in der Oberkirche.

## Trivia

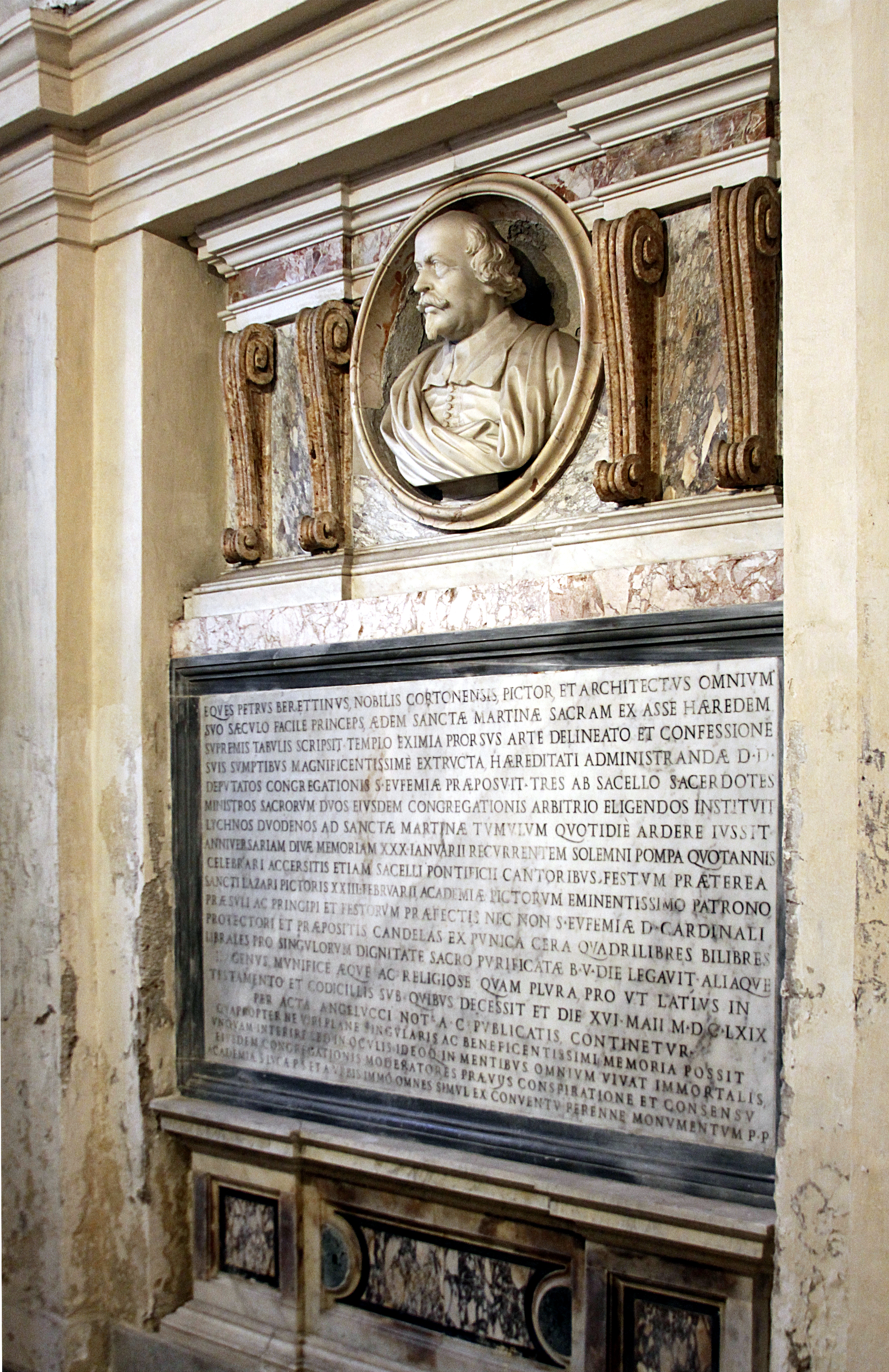
Grab von Pietro da Cortona in der Krypta von Santi Luca e Martina

Gian Lorenzo Bernini bemerkte zur Entstehung der Kirche, insbesondere der Person da Cortonas und dessen Umgang mit Kosten etwas spitz: „Der Cortonese ist sonst ein tüchtiger Künstler. Nur eins ist ärgerlich an ihm: Erst heißt es, das Ding kostet 5 bis 600 Taler, sobald es aber drauf und dran geht, kommt es auf 2 bis 3000 Taler. Der Kardinal Barberini hat in diesem Punkt böse Erfahrungen mit ihm gemacht, zuerst beim Altar von Santa Martina und dann bei der gleichnamigen Kirche. Da waren nämlich statt der vorgesehenen 50.000 Taler ungefähr 2 bis 3 Millionen nötig, um sie fertig zu bauen.“